# Neobrittonia
Neobrittonia es un género monotípico perteneciente a la familia  Malvaceae, cuya única especie es: Neobrittonia acerifolia.

## Descripción
Son arbustos, que alcanzan 2–3 m de altura; poseen tallos con tricomas estrellados de 2–3 mm de largo; hojas cordadas, palmati-3–5-lobadas, el lobo central más grande, crenadas. Pedicelos solitarios de 3–10 cm de largo; calículo ausente; cáliz 10–12 mm de largo, con tricomas estrellados; pétalos 1.5–3 cm de largo, morados; androceo menos de 1 cm de largo, los filamentos 2 mm de largo. Frutos globosos, inflados, hasta 4 cm de diámetro, densamente pubescentes especialmente cuando jóvenes, carpidios 16–22, 2–2.5 cm de largo y 15–18 mm de ancho, con 2 espinas basales de 10–14 mm de largo y con pubescencia estrellada; semillas 3 por carpelo, 3 mm de largo, verrucosas.

## Distribución y hábitat
Especie poco común, se encuentra en las nebliselvas, en la zona norcentral; a una altitud de 1100–1600 metros; fl durante todo el año, fr ene–mar; desde México (Jalisco) a Panamá. 

## Taxonomía
Neobrittonia acerifolia fue descrita por (G.Don) Hochr. y publicado en Annuaire du Conservatoire et Jardin Botaniques de Genève 9: 184. 1905.
Sinonimia
- Abutilon acerifolium G.Don
- Abutilon discissum (Bertol.) Schltdl.
- Sida acerifolia Lag.
- Sida discissa Bertol.
- Sida palmata Sessé & Moc.[2]